# Saint-Sardos, Tarn-et-Garonne

Saint-Sardos este o comună în departamentul Tarn-et-Garonne din sudul Franței. În 2009 avea o populație de 871 de locuitori.

## Evoluția populației
| An        | 1975 | 1982 | 1990 | 1999 | 2006 | 2009 |
| --------- | ---- | ---- | ---- | ---- | ---- | ---- |
| Populație | 535  | 558  | 563  | 555  | 629  | 871  |